# Gilbert Thomas Morgan
Sir Gilbert Thomas Morgan, OBE (* 20. Oktober 1872 in Essendon, Hertfordshire; † 1. Februar 1940 in Richmond, Surrey) war ein britischer Chemiker. Er fungierte als Professor am Royal College of Science in Dublin, am Finsbury Technical College sowie an der University of Birmingham, und war von 1933 bis 1935 Präsident der Royal Society of Chemistry. Im Rahmen seiner Forschung, für die er unter anderem in die Royal Society aufgenommen wurde, widmete er sich unter anderem Diazofarbstoffen, metallorganischen Verbindungen und Hochdruckreaktionen.

## Leben
Gilbert Thomas Morgan wurde 1872 in Essendon in der Grafschaft Hertfordshire geboren und absolvierte seine Ausbildung zunächst am Finsbury Technical College in Finsbury, unter anderem bei Silvanus Phillips Thompson und Raphael Meldola. Danach arbeitete er mehrere Jahre für die Firma Read, Holliday, and Co. in Huddersfield als Industriechemiker im Bereich der Farbstoffentwicklung und -herstellung. Er ging anschließend für weitere Studien an das Royal College of Science in South Kensington, an dem er seine Ausbildung abschloss und, gefördert durch William A. Tilden, eine Anstellung als wissenschaftlicher Mitarbeiter und später als Assistenzprofessor in der chemischen Abteilung erhielt.
Im Jahr 1912 wechselte er auf eine Professur für angewandte Chemie am Royal College of Science in Dublin. Drei Jahre später wurde er in Nachfolge von  Raphael Meldola zunächst Professor für Chemie am Finsbury Technical College, bevor er 1919 die Mason-Professur für Chemie an der University of Birmingham übernahm. Diese Position gab er 1925 auf zugunsten einer Anstellung als Superintendent beziehungsweise von 1927 bis 1937 als Direktor des Chemical Research Laboratory am Department of Scientific and Industrial Research in Teddington, eine 1915 gegründete staatlich finanzierte Forschungsinstitution für industrienahe Forschungsprojekte. Von 1933 bis 1935 fungierte er als Präsident der Royal Society of Chemistry.
Gilbert Thomas Morgan starb 1940 in Richmond in der Grafschaft Surrey. Er verfügte in seinem Nachlass die Einrichtung eines nach seinen Eltern Thomas Morgan und Mary-Louise Corday benannten Gedenkfonds, aus dem die Royal Society of Chemistry die Vergabe des seit 1949 verliehenen Corday-Morgan-Preises finanziert.

## Wissenschaftliches Wirken
Gilbert Thomas Morgan veröffentlichte mehr als 350 wissenschaftliche Publikationen und beschäftigte sich insbesondere mit der Chemie von Aromaten, der chemischen Analytik sowie der Stereo- und der Komplexchemie. Schwerpunkte seiner Forschung waren dabei Farbstoffe aus dem Bereich der Diazoverbindungen, metallorganische Verbindungen und Reaktionen unter hohem Druck. Nach ihm benannt ist die als Morgan-Walls-Reaktion bezeichnete Cyclisierung zur Synthese von Phenanthridin.

## Auszeichnungen
Gilbert Thomas Morgan wurde 1915 in die Royal Society aufgenommen und 1936 zum Knight Bachelor geschlagen. Darüber hinaus war er Officer des Order of the British Empire und Ehrendoktor mehrerer Universitäten.